# Imagination Technologies
Imagination Technologies Limited és una empresa britànica de disseny de semiconductors i programari propietat de Canyon Bridge Capital Partners, un fons de capital privat amb seu a Pequín que, finalment, és propietat del govern xinès. Amb la seva seu global a Hertfordshire al Regne Unit, el seu negoci principal és el disseny de processadors de gràfics mòbils (GPU) PowerVR, acceleradors de xarxes neuronals per al processament d'IA i encaminadors de xarxa. La companyia va cotitzar a la Borsa de Londres fins que va ser adquirida el novembre de 2017 per Canyon Bridge.

## Història
L'empresa va ser fundada el 1985 per Tony Maclaren, i posteriorment dirigida per ell com a director executiu del grup, com a VideoLogic i originalment es va centrar en gràfics, acceleració de so, sistemes d'àudio domèstics, sistemes de captura de vídeo i videoconferència. Va ser cotitzat per primera vegada a la Borsa de Londres el juliol de 1994. L'any següent va signar un acord de llicència sobre la seva tecnologia PowerVR amb NEC (ara Renesas) que va prendre una participació del 2,29% a l'empresa per 1,6 milions de lliures i va adquirir els drets per fabricar i vendre el xip. El 2 de desembre de 1997, NEC va subscriure 2,3 milions (1,5%) d'accions noves a un preu de 56,5 peniques, portant la seva participació total al 3,5%. El 1999, l'empresa es va tornar a centrar en les llicències de propietat intel·lectual en general i va canviar el seu nom a Imagination Technologies. El 3 de gener de 2012, Imagination Technologies va anunciar que invertirà un total de 5 milions de lliures esterlines en Toumaz Microsystems, una filial d'intercomunicació sense fil de Toumaz Ltd., i serà propietari del 25% del negoci. El juny de 2012, Imagination Technologies va adquirir Nethra Imaging, una empresa de sistemes i semiconductors centrada en oferir solucions de vídeo i imatge. Al novembre de 2012, s'havien enviat més de mil milions d'unitats SOC que contenien nuclis desenvolupats per Imagination Technologies. El 17 de desembre de 2012, Imagination Technologies va vèncer a Ceva Inc en la cursa per comprar la firma de tecnologia de processadors MIPS Technologies amb una oferta eliminatòria de 100 milions de dòlars.
El 22 de juny de 2017, el consell d'administració d'Imagination Technologies va anunciar que posava a la venda tota l'empresa i, el 25 de setembre de 2017, van anunciar que l'empresa estava sent adquirida per Canyon Bridge, un fons de capital privat propietat finalment del govern xinès. El novembre de 2017 es va aprovar la venda a Canyon Bridge en una transacció que valorava el negoci en 550 milions de lliures esterlines (1,82 lliures per acció). Des de la venda a Canyon Bridge, hi ha hagut preocupacions de seguretat per possibles transferències de tecnologia a empreses estatals xineses, fet que va provocar que els executius clau d'Imagination fossin citats per comparèixer davant el Comitè selecte d'Afers Exteriors del parlament britànic.